# Riverhead (New York)
Pour les articles homonymes, voir Riverhead.
La ville de Riverhead est le siège du plus grand comté de l’île de Long Island, celui de Suffolk, situé dans l'État de New York, aux États-Unis. Une portion de son territoire constitue la partie occidentale de la péninsule de North Fork, extrémité nord-est de l'île.

## Démographie
| Groupe            | Riverhead | New York | États-Unis |
| ----------------- | --------- | -------- | ---------- |
| Blancs            | 82,7      | 66,8     | 72,4       |
| Afro-Américains   | 7,7       | 15,9     | 12,6       |
| Autres            | 5,9       | 7,5      | 6,4        |
| Métis             | 2,2       | 3,0      | 2,9        |
| Asiatiques        | 1,1       | 7,3      | 4,8        |
| Amérindiens       | 0,2       | 0,6      | 0,9        |
| Total             | 100       | 100      | 100        |
|                   |           |          |            |
| Latino-Américains | 13,9      | 17,6     | 16,7       |

Selon l'American Community Survey, pour la période 2011-2015, 74,19 % de la population âgée de plus de 5 ans déclare parler l'anglais à la maison, 10,63 % déclare parler l'espagnol, 4,51 % le français, 4,04 % le polonais, 1,42 % l'ourdou et 5,20 % une autre langue.